# Gmina Ulan-Majorat
Die Gmina Ulan-Majorat ist eine Landgemeinde im Powiat Radzyński der Woiwodschaft Lublin in Polen. Ihr Sitz ist das gleichnamige Dorf mit etwa 500 Einwohnern.

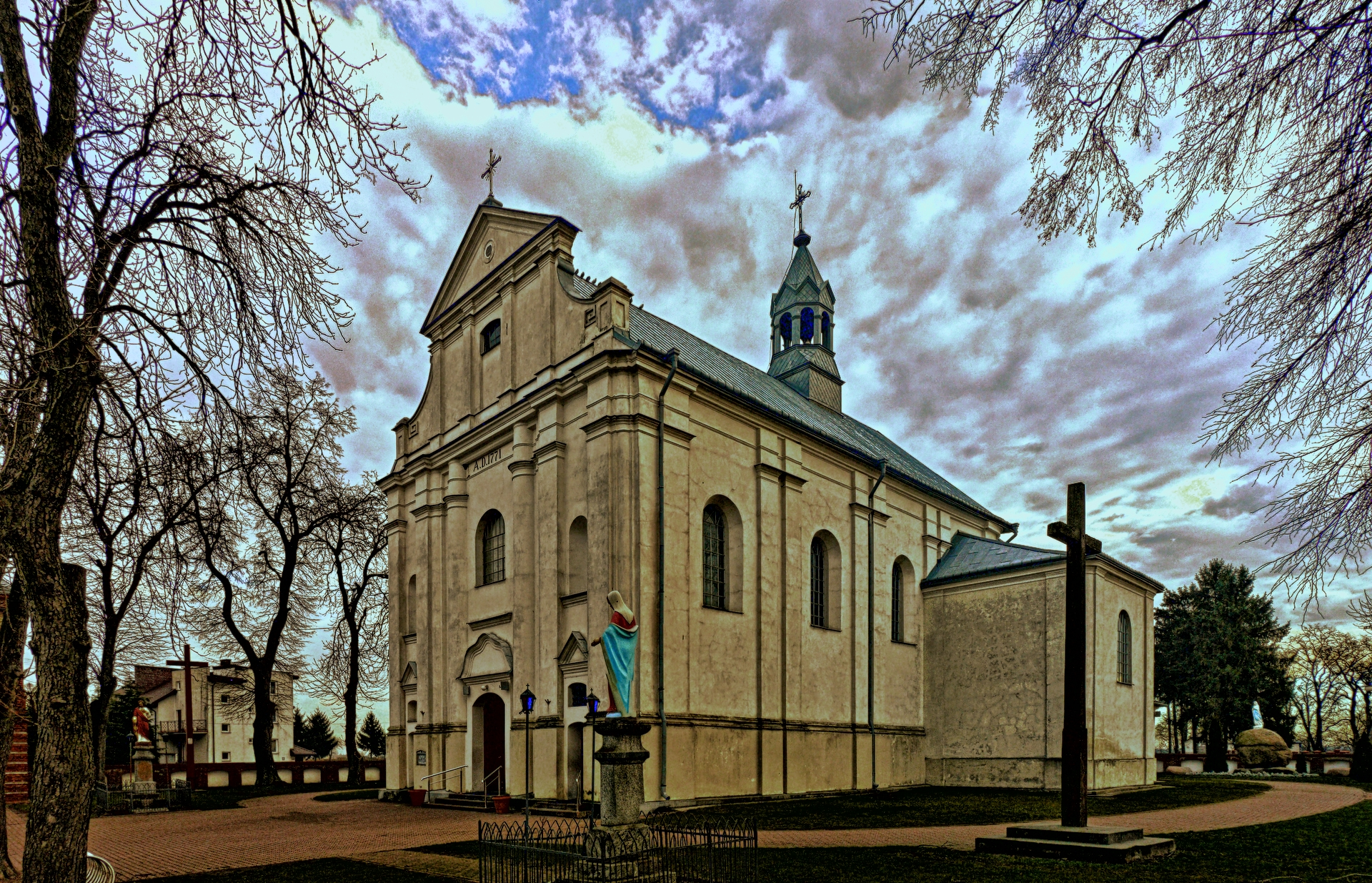
Kirche in Ulan-Majorat

## Geschichte
Vom Namen Ulan wird angenommen, dass er von einem Gründer dieses Dorfes getragen wurde. Die erste urkundliche Erwähnung von Ulan findet sich in einem Dokument aus dem Jahre 1418, das vom Krakauer Bischof Wojciech Jastrzębiec erstellt wurde. Zu dieser Zeit lebten vier Bauernfamilien in namensgebenden Dorf der Gemeinde.
Nach dem Novemberaufstand 1830/1831 wurde der Gutshof in Ulan, einst königliches Eigentum, einem Zaren-General übergeben. Zu dieser Zeit wurde das Anwesen an die majorate (oder dem großen Komplex) in Kąkolewnica, die auch diesem General übertragen wurde, angeschlossen.
Nach dem Zweiten Weltkrieg, während dem der Ort wie auch zuvor im Ersten Weltkrieg zeitweise von deutschen Truppen besetzt war, wurde Ulan in drei Teile aufgeteilt, Ulan-Majorat mit den ehemaligen Staatsgütern, Ulan Duży und Ulan Mały mit Bauernland.

## Gliederung
Zur Landgemeinde Ulan-Majorat gehören folgende 20 Ortschaften mit einem Schulzenamt:
Domaszewnica
Gąsiory
Kępki
Klębów
Kolonia Domaszewnica
Kolonia Domaszewska
Paskudy
Rozwadów
Sętki
Skrzyszew
Sobole
Stanisławów
Stok
Ulan Duży
Ulan-Majorat
Ulan Mały
Wierzchowiny
Zakrzew
Zarzec Ulański
Żyłki
Weitere Orte der Gemeinde sind Domaszki und Paskudy (kolonia).

## Sehenswürdigkeiten
- Kirche St. Margarete in Ulan-Majorat